# Ръжишче (община Лития)
Вижте пояснителната страница за други значения на Ръжишче.
Ръжишче (на словенски: Ržišče) е село в Словения, регион Средна Словения, община Лития. Според Националната статистическа служба на Република Словения през 2015 г. селото има 67 жители.